# Christopher H. Bidmead
Christopher H. Bidmead, né le 18 janvier 1941 à Londres, est un écrivain et scénariste anglais. Il est principalement connu pour ses nouvelles et son travail pour la télévision britannique des années 1970 aux années 2000.

## Biographie

### Débuts
Christopher Bidmead fait ses débuts en tant qu'acteur à la Royal Academy of Dramatic Art de Londres et joue plusieurs petits rôles sur scène, à la télévision et à la radio. En 1970, il commence à écrire des scénarios pour des séries de la chaîne londonienne Thames Television comme Harriet's Back in Town ou Rooms.

### Doctor Who
En 1979, il rejoint la BBC car le scénariste Robert Banks Stewart le recommande afin qu'il devienne script-éditor (responsable des scénarios) sur la série Doctor Who.
Il décide alors de ramener la série vers ses bases souhaitant une série moins comique et fantastique que son prédécesseur Douglas Adams pour favoriser une approche plus naturaliste et scientifique. Il donne une approche plus sérieuse au personnage du 4e Docteur telle qu'il était joué par Tom Baker, une chose qui lui est reprochée. À l'époque la série souffre d'une baisse d'audience, attribuée en partie à sa compétition face à la série Buck rogers au xxve siècle diffusé à la même heure sur ITV. Il montre aussi l'intérêt grandissant pour la technologie informatique avec l'épisode « Logopolis » dans lequel le Docteur se retrouve une planète-ordinateur. Il orchestre aussi le retour du Maître et la régénération du Docteur par une trilogie dont il écrit deux épisodes, « Logopolis » et « Castrovalva. »
En 1982, après une année en tant que script-éditor, il passe la main à Antony Root puis Eric Saward, mais revient tout de même sur la série pour écrire l'épisode « Frontios » diffusé en 1984. Il écrit lui-même la novélisation de ses épisodes pour les éditions Target Books. Il tente d'écrire un nouvel épisode intitulé Pinocotheca mais celui-ci ne dépassa pas le stade de la production.
Toujours attaché à l'univers de la série, il contribue à de nombreuses voix et commentaires audios sur les DVD des épisodes dans lesquels il fut impliqué. En 2006 il écrit une pièce audiophonique dérivée de Doctor Who pour les productions Big Finish.

### Journalisme
Dès 1979, il écrit quelques articles, puis au début des années 1980, se tourne vers le journalisme sous le nom de Chris Bidmead pour des magazines d'informatiques anglais comme Personal Computer World ou PC Plus. Il se spécialise notamment dans les programmes pour Linux. Il contribue aussi dans revues plus spéculative ou philosophique comme New Scientist et récemment produit des articles pour le magazine Wired.

## Filmographie sélective (comme scénariste)
- 1973 : Harriet's Back in Town (série télévisée) : 6 épisodes.
- 1975 : Rooms (série télévisée) : 4 épisodes.
- 1981 : Doctor Who (série télévisée) : épisode Logopolis
- 1983 : Doctor Who (série télévisée) : épisode Castrovalva
- 1984 : Doctor Who (série télévisée) : épisode Frontios